# Paracetamol
El paracetamol (DCI), también conocido como acetaminofén o acetaminofeno, es un fármaco con propiedades analgésicas y antipiréticas utilizado principalmente para tratar la fiebre y el dolor leve y moderado, aunque su eficacia en el alivio de la fiebre en niños no está clara.
A menudo se comercializa en medicamentos en los cuales se combina con otros principios activos, como en los antitusígenos, o en medicamentos para el alivio del dolor con opiáceos, donde el paracetamol se utiliza para el alivio del dolor muy grave, como el dolor oncológico o tras una operación.
Por lo general se administra por vía oral aunque también está disponible para su uso por vía rectal o intravenosa, por lo que puede presentarse en forma de cápsulas, comprimidos, supositorios o gotas. Sus efectos duran entre dos y cuatro horas.
El paracetamol es normalmente seguro, siempre que se respeten las dosis recomendadas,
además puede continuar utilizándose en aquellos pacientes con enfermedades hepáticas a dosis bajas y es seguro durante el embarazo y la lactancia materna.
Sin embargo, a dosis elevadas puede
provocar insuficiencia hepática, alterar la función plaquetaria y producir reacciones cutáneas graves o shock anafiláctico (aunque solo en raras ocasiones).
Una sobredosis del medicamento puede llegar a acabar con la vida del paciente.
El paracetamol está clasificado como un analgésico leve y no tiene una actividad antinflamatoria significativa, aunque no se conoce todavía a ciencia cierta como actúa en este ámbito.
El paracetamol fue descubierto en Alemania en 1877
y es el medicamento más utilizado para el alivio del dolor y la fiebre en Europa y los Estados Unidos.
Está en el listado de medicamentos esenciales que elabora la Organización Mundial de la Salud (OMS), donde se listan todos los fármacos básicos necesarios en cualquier sistema de salud.
El paracetamol está disponible como medicamento genérico y bajo numerosas marcas comerciales.
El precio al por mayor de la dosis en los países en vías de desarrollo es inferior a un centavo de dólar (USD),
mientras que en los países desarrollados su precio es sensiblemente mayor, por ejemplo en Estados Unidos su precio ronda los cuatro centavos por dosis.

## Usos médicos
El paracetamol tiene una serie de usos médicos aceptados, que se centran en el tratamiento de la fiebre y el dolor, ya sea de forma individual o en combinación con otros medicamentos.

### Fiebre
El paracetamol se utiliza para reducir la fiebre en personas de todas las edades,
sin embargo la Organización Mundial de la Salud (OMS) recomienda que solo se utilice paracetamol en niños cuando su temperatura corporal sea superior a 38,5 °C.
La eficacia del paracetamol para aliviar la fiebre en niños ha sido cuestionada cuando no se utiliza junto a otros medicamentos. Incluso un metaanálisis pareció demostrar que es menos eficaz que el ibuprofeno.

### Dolor
El paracetamol se utiliza para aliviar el dolor leve y moderado. 
Se ha cuestionado la eficacia de su uso por vía intravenosa para aliviar el dolor de personas en urgencias.
El Colegio Estadounidense de Reumatología recomienda el paracetamol como una de varias opciones para el tratamiento del dolor en la cadera, manos o rodillas a consecuencia de artritis que no mejore con la pérdida de peso o el ejercicio.
Sin embargo, una revisión de 2015 concluyó que apenas proporciona un pequeño beneficio en el tratamiento de la osteoartritis.
El paracetamol tiene relativamente poca actividad antinflamatoria, a diferencia de otros medicamentos muy utilizados como la aspirina o el ibuprofeno, que forman parte de los AINE, aunque el ibuprofeno y el paracetamol tienen efectos similares en el tratamiento del dolor de cabeza. 
El paracetamol también alivia el dolor producido por la artritis leve, pero no tiene ningún efecto sobre la inflamación e hinchazón de la articulación.
Sus propiedades analgésicas se han descrito como similares a los de la aspirina (ácido acetilsalicílico), pero como se ha mencionado, los efectos antinflamatorios son mucho más débiles, aunque tiene un mayor índice de tolerancia que la aspirina. De igual forma, el paracetamol en combinación con algún AINE puede ser más eficaz en el alivio del dolor producto de una operación que si se suministra de forma individual.
El Colegio Estadounidense de Médicos y la Sociedad Estadounidense del Dolor recomiendan el consumo de paracetamol para tratar el dolor de espalda.
Sin embargo, existen discrepancias, puesto que estas recomendaciones están basadas en una revisión sistemática de 2007 y revisiones posteriores han concluido, por el contrario, que no existen pruebas de su eficacia para tratar esta dolencia.
Los AINE como el ibuprofeno, el naproxeno o el diclofenaco son más eficaces que el paracetamol en el control del dolor dental, pero combinar un AINE con paracetamol es más eficaz y de hecho puede utilizarse esta combinación cuando los AINE no se muestran eficaces en el control de este dolor por sí solos.
El paracetamol es particularmente útil cuando el usuario no puede consumir AINE debido a una alergia, hipersensibilidad o hemorragias (entre otros). Una investigación del grupo Colaboración Cochrane sobre el uso de analgésicos antes de un tratamiento bucal en niños y adolescentes, concluyó que no existen evidencias de que el consumo de paracetamol antes de una operación dental reduzca el dolor tras el tratamiento, sin embargo la calidad del estudio se considera baja.
La eficacia del medicamento cuando se combina con opiáceos débiles, como la codeína, aumenta en aproximadamente el 50 % de los pacientes, pero lleva aparejado un incremento del número de posibles efectos secundarios.
De igual forma, los medicamentos que combinan paracetamol y opioides potentes, como la morfina, tienen un mejor efecto analgésico.
También existen evidencias de que la combinación de paracetamol y cafeína es más eficaz que el paracetamol en solitario, aunque solo en el alivio de dolores comunes leves.

### Ductus arterioso persistente
El paracetamol se utiliza también para tratar el ductus arterioso persistente, una enfermedad que consiste en la persistencia, después de nacer, de la comunicación que normalmente existe entre el sistema arterial pulmonar y la aorta durante la vida fetal, sin embargo no existe suficiente evidencia sobre la eficacia y seguridad del medicamento para el tratamiento de este problema.
También se han utilizado para ello AINE (antinflamatorios no esteroideos), en particular la indometacina y el ibuprofeno, pero su eficacia también está discutida.

## Síntesis
Las reacción del p-aminofenol con anhídrido acético, produce la acetilación del primero, obteniéndose como productos el paracetamol y ácido acético.

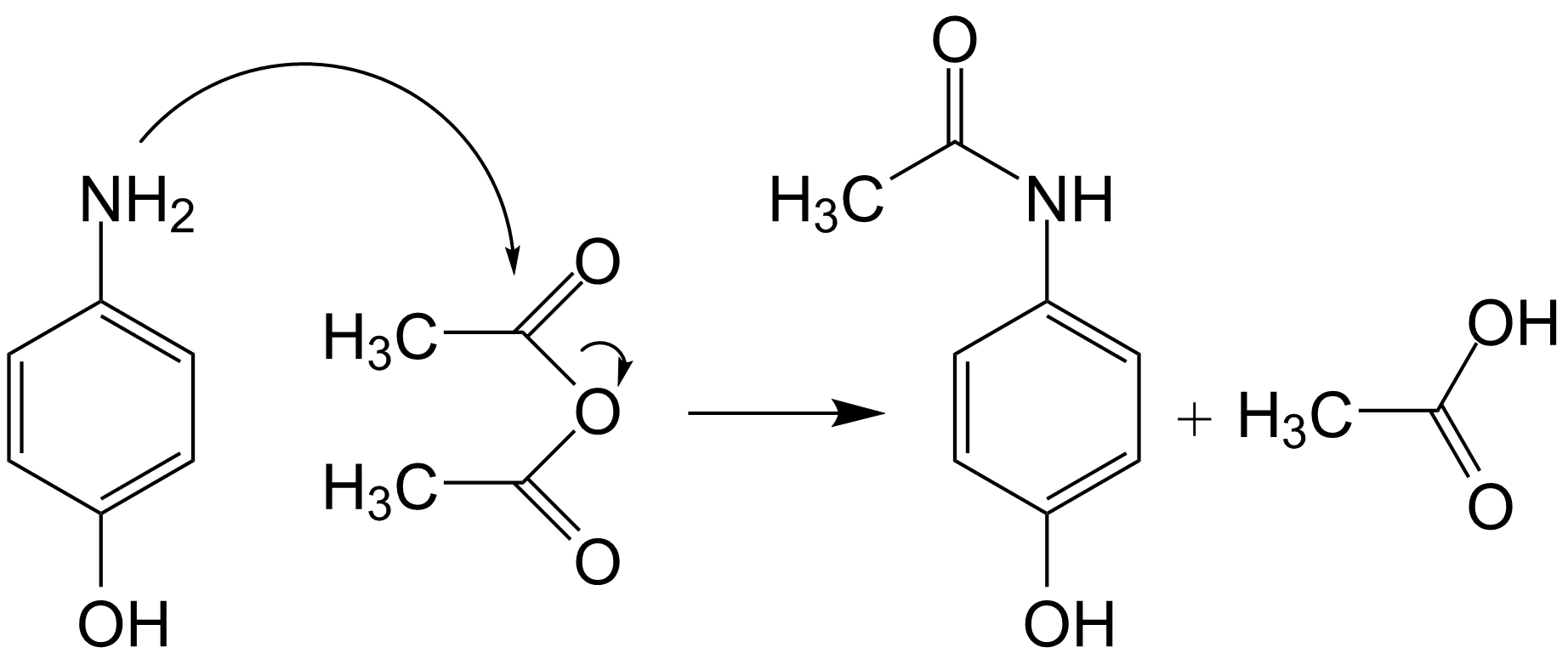
Síntesis química del paracetamol

## Farmacodinámica
Durante mucho tiempo se ha creído que el mecanismo de acción del paracetamol es casi igual al del ácido acetilsalicílico (aspirina). Es decir, que actúa reduciendo la síntesis de prostaglandinas, compuestos relacionados con los procesos febriles y el dolor, inhibiendo la ciclooxigenasa (COX).
Pero, hay diferencias importantes entre los efectos del ácido acetilsalicílico y el paracetamol. Las prostaglandinas participan en los procesos inflamatorios, pero el paracetamol no presenta actividad antinflamatoria apreciable. Además, la COX también participa en la síntesis de tromboxanos que favorecen la coagulación de la sangre; la aspirina tiene efectos antiagregantes plaquetarios, pero el paracetamol no. Finalmente, la aspirina y otros AINE son perjudiciales para la mucosa gástrica, donde las prostaglandinas desempeñan un papel protector, pero en este caso el paracetamol es seguro.
De esta forma, mientras la mucosa actúa como un inhibidor irreversible de la COX y bloquea el centro activo de la enzima directamente, el paracetamol la bloquea indirectamente y este bloqueo es inútil en presencia de peróxidos.
Esto podría explicar por qué el paracetamol es eficaz en el sistema nervioso central y en células endoteliales, pero no en plaquetas y células del sistema inmunitario, las cuales tienen niveles altos de peróxidos.
Swierkosz et al. (2002) encontró evidencias que indican que el paracetamol inhibe una variante de la enzima COX que es diferente a las variantes COX-1 y COX-2, denominada ahora COX-3.
Su mecanismo de acción exacto no es bien comprendido aún, pero futuras investigaciones pueden esclarecerlo.
Estudios recientes indican que el paracetamol podría aparentemente modular el sistema cannabinoide endógeno en el cerebro a través de su metabolito, AM404 (N-arachidonoylaminophenol), que parece inhibir la recaptación de la anandamida endógena por lo que está más disponible para reducir el dolor, así como posiblemente activar directamente el TRPV1 que también inhibe las señales de dolor en el cerebro.

## Farmacocinética

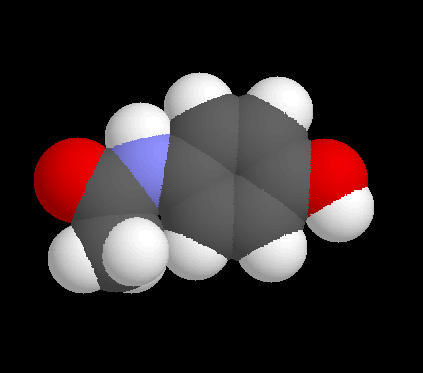
Modelo tridimensional de la molécula de paracetamol: negro - carbono; blanco - hidrógeno; rojo - oxígeno; azul - nitrógeno

El paracetamol se absorbe rápida y completamente por vía oral, y bastante bien por vía rectal, teniendo la ventaja de evitar el primer paso hepático. Existen también preparaciones intravenosas.
Las concentraciones plasmáticas máximas se alcanzan en función de la forma farmacéutica, con un tiempo, hasta la concentración máxima, de 0,5-2 horas.
El paracetamol se distribuye rápidamente por todos los tejidos. Las concentraciones son similares en la sangre, la saliva y el plasma. La tasa de unión a las proteínas plasmáticas es baja. La biodisponibilidad es muy elevada (cercana al 100 %), siendo la biodisponibilidad por vía oral del 75-85 %. El paracetamol se metaboliza principalmente a nivel del hígado. Las dos principales rutas metabólicas son la glucuro y sulfuroconjugación. Esta última vía se satura rápidamente con dosis superiores a las terapéuticas. Solamente una pequeña proporción se metaboliza mediante el sistema enzimático del citocromo P-450 en el hígado, por acción de las oxidasas mixtas, generando un intermedio reactivo, N-acetilbenzoquinoneimida que en condiciones normales es inactivado (se detoxifica) por reacción con los grupos sulfhidrilo del glutatión y eliminado en la orina conjugado con cisteína y ácido mercaptúrico. Por el contrario, durante las intoxicaciones graves aumenta la cantidad de este metabolito tóxico.
Dosis elevadas de paracetamol, saturan sus otras dos vías metabólicas y se crea un exceso de N-acetilbenzoquinoneimida que agota los niveles hepáticos de glutatión. Entonces el metabolito puede reaccionar covalentemente con aminoácidos de las enzimas y proteínas hepáticas, a las que inactiva y llega a provocar necrosis hepática aguda. Los niños tienen una menor capacidad de glucuronidación, lo que los hace más susceptibles a sufrir este trastorno. La eliminación es principalmente urinaria. El 90 % de la dosis ingerida la elimina el riñón en 24 horas, principalmente como glucurónidos (60 a 80 %) y sulfoconjugados (20 a 30 %). Menos del 5 % se elimina sin modificar.
La semivida de eliminación del paracetamol es de 2-4 horas en los pacientes con la función hepática normal, siendo prácticamente indetectable en el plasma 8 horas después de su administración. En los pacientes con disfunción hepática la semi-vida aumenta sustancialmente, lo que puede ocasionar el desarrollo de una necrosis hepática.

## Toxicidad

### Consideraciones generales
La dosis recomendada por administración para un adulto es de 1 gramo y las dosis tóxicas están descritas en un rango de 7,5 a 10 g.
El paracetamol tiene un índice terapéutico muy ajustado. Esto significa que el máximo de la dosis normal (4 g al día en adultos) es cercano a la sobredosis, haciendo de él un compuesto peligroso.
Una dosis única de paracetamol de 10 g o dosis continuadas de 5 g por día en una persona con buena salud e incluso 4 g por día en un consumidor habitual de alcohol, pueden causar daños importantes en el hígado. Cuando se toma en dosis tóxicas, se convierte en una potente hepatoxina, generando necrosis tubular renal y hepática fulminante, letal en humanos y muchas especies de animales como roedores.
Debido a la amplia disponibilidad sin receta del paracetamol (acetaminofén) ―como Especialidad Farmacéutica Publicitaria, EFP=OTC (OTC en los EE. UU.)―, este se ha utilizado en muchos intentos de suicidio. El antídoto específico de la intoxicación por paracetamol ―o acetaminofén― es la acetil-cisteína por vía intravenosa. La FDA (Food Drugs Agency: Agencia para Medicamentos y Alimentos) de Estados Unidos pidió a todos los laboratorios que dejasen de comercializar paracetamol ―acetaminofén― en dosis unitarias superiores a 650 mg; dosis totales diarias de 3000 mg (3 g) pueden ser muy tóxicas o mortales para algunas personas.
Utilizado responsablemente, el paracetamol es uno de los tratamientos más seguros disponibles para la analgesia. El compuesto carece de efectos sobre el sistema de la ciclooxigenasa, por lo tanto no tiene efectos negativos sobre el esófago, estómago, intestino delgado o intestino grueso, al contrario que los AINE. Además, los pacientes con enfermedades del riñón pueden tomar paracetamol mientras que los AINE pueden provocar insuficiencia renal aguda a ciertos pacientes. Además, el paracetamol tiene pocos problemas de interacción con otros medicamentos.
La potencia del analgésico es equivalente, cuando no hay inflamación, a la de los AINE, siempre que la dosis de paracetamol sea la adecuada. Un gramo diario de paracetamol tiene un efecto analgésico equivalente al de los AINE, por ejemplo en osteoartritis (en España, artrosis). Cuando se administra simultáneamente con 50 mg del antidepresivo tricíclico amitriptilina dos veces al día, dicha combinación es tan eficaz como la de paracetamol y codeína, pero no pierde efectividad con el tiempo como ocurre con la administración crónica de narcóticos. A diferencia del ácido acetilsalicílico, el paracetamol no contribuye al síndrome de Reye en niños con enfermedades víricas. Estos factores han hecho del paracetamol el analgésico preferido para pacientes hospitalizados en casos de dolor leve a moderado, además de ser el analgésico más utilizado en pacientes ambulatorios.
Este analgésico es también utilizado para el control de las mialgias y artralgias que se presentan por la fiebre del dengue clásico, dengue hemorrágico, chikunguña y zika ya que los AINE están contraindicados en este tipo de infecciones virales, por favorecer la destrucción de plaquetas. También se utiliza en pacientes portadores de enfermedades hematológicas como leucemia, linfoma de Hodgkin, Enfermedad de Hodgkin cuando desarrollan fiebre o dolor y en enfermedades reumáticas como artritis reumatoide tanto seropositiva como seronegativa, lupus eritematoso sistémico, síndrome antifosfolípidos.
El paracetamol es extremadamente tóxico para los gatos, y no debería ser administrado bajo ninguna circunstancia. En perros y otros animales de compañía, la dosis recomendada difiere de la dosis habitual para humanos y su administración siempre debe ser supervisada por un médico veterinario.
Cualquier caso sospechoso de sobredosis o intoxicación debería ser evaluada por un veterinario para proceder a su tratamiento.
El tratamiento en gatos es muy similar al de los humanos. 
El acetaminofeno es el analgésico para humanos más ampliamente utilizado en los Estados Unidos (Tylenol), pero puede causar daños al hígado en dosis ordinarias o ligeramente superiores. Ese hecho será una noticia para muchos consumidores, pero algo sabido para los especialistas en hígado, y se reconoció oficialmente en abril de 2009, por la Administración de Alimentos y Medicamentos (FDA, por sus siglas en inglés). El comité consultivo de la FDA declaró hace 32 años: «no se debe exceder la dosificación recomendada [acetaminophen-Tylenol] porque puede causar lesión hepática severa e incluso la muerte».[cita requerida]

### Diagnóstico
Los síntomas claros de toxicidad hepática pueden sobrevenir en un plazo de 1 a 4 días, aunque en algunos casos estos pueden ser evidentes en tan solo 12 horas. Pueden darse molestias en el cuadrante derecho superior. Mediante análisis se puede determinar la existencia de necrosis hepática masiva si se detectan niveles elevados de AST, ALT, bilirrubina y tiempos de coagulación elevados (concretamente, tiempos elevados de protrombina). La hepatotoxicidad del paracetamol se puede diagnosticar si después de una sobredosis de paracetamol el AST y ALT superan los 1000 UI/L. Sin embargo, los niveles de AST y ALT pueden superar los 10000 UI/L. En general, en la hepatotoxicidad inducida por paracetamol, los niveles de AST son algo superiores a los de ALT.
Existen nomogramas de paracetamol que permiten estimar el riesgo de toxicidad basándose en su concentración en suero sanguíneo tras un determinado número de horas. Para determinar el riesgo potencial de hepatotoxicidad, el nivel de paracetamol debe ser seguido a lo largo del nomograma estándar. Un nivel de paracetamol trazado durante las primeras horas de ingestión podría subestimar la cantidad real en el organismo, debido a que en ese momento el paracetamol podría estar aún absorbiéndose en el tracto gastrointestinal. Una demora en la determinación del nivel de paracetamol en el organismo no es recomendable, debido a que en estos casos las estimaciones podrían no ser adecuadas y un nivel tóxico en cualquier momento es suficiente para administrar el antídoto.

### Mecanismo de la toxicidad
Como se mencionó anteriormente, el paracetamol es metabolizado en compuestos inactivos por combinación con sulfato y ácido glucurónico, siendo una pequeña parte metabolizada por el sistema del citocromo P-450. Este oxida al paracetamol para producir un metabolito muy reactivo, la imina N-acetil-p-benzoquinona imina (NAPQI). En condiciones normales, la NAPQI se neutraliza por acción del glutatión.
En episodios de toxicidad por paracetamol, las vías metabólicas del sulfato y la glucuronida se saturan y mayor cantidad paracetamol se desvía al sistema del citocromo P-450 donde se produce NAPQI. Consecuentemente, los suministros hepatocelulares de glutatión se agotan y en NAPQI puede reaccionar libremente con las membranas celulares, causando amplios daños y muerte de muchos hepatocitos, dando como resultado necrosis hepática aguda. En estudios en animales, debe consumirse el 70 % del glutatión hepático antes de que se dé hepatotoxicidad.

### Factores de riesgo
La dosis tóxica de paracetamol es muy variable:
- En adultos, dosis únicas por encima de 7,5 g o 150 mg/kg tienen una probabilidad razonable de causar hepatotoxicidad; dosis de más de 25 gramos son potencialmente letales.[cita requerida]
- En niños se consideran tóxicas las superiores a 150 mg/kg.[47]
- También puede darse hepatotoxicidad cuando dosis pequeñas, pero múltiples superan dichas cantidades en 24 horas, o mediante ingesta crónica de pequeñas dosis.[48]
- El consumo excesivo de alcohol puede afectar la función renal e incrementar la toxicidad del paracetamol. Por esta razón, tras grandes ingestas de alcohol se recomiendan otros analgésicos como el ibuprofeno o el ácido acetilsalicílico.[cita requerida] Si bien se corre el riesgo de lesionar la mucosa gástrica, por lo cual conviene tomarlas conjuntamente con un antagonista H2 como la ranitidina o un inhibidor de la bomba de protones como el omeprazol.

Algunas personas son más propensas a la hepatotoxicidad, incluso con dosis bajas como 4 g/día, y las dosis letales pueden bajar hasta 6 g/día. El ayuno es un factor de riesgo, posiblemente debido a la reducción de las reservas de glutatión del hígado. Está bien documentado que el uso en combinación con inductores del CYP2E1 como la isoniazida potencia la hepatotoxicidad, aunque dicha relación no está del todo clara.
El alcoholismo, que también da como resultado la producción de CYP2E1, también aumenta el riesgo de hepatotoxicidad del paracetamol.
El uso en combinación con otros medicamentos que inducen la síntesis de enzimas CYP, como los antiepilépticos (carbamazepina, fenitoína, barbitúricos, etc.) también han sido presentados como factores de riesgo.

### Evolución
Las personas que han ingerido una sobredosis de paracetamol, por lo general no presentan síntomas durante las primeras 24 horas. Aunque inicialmente son síntomas comunes náuseas, vómitos y diaforesis, estos remiten pasadas varias horas. Tras aliviarse estos síntomas, los pacientes experimentan una mejoría, pudiendo llegar a pensar que lo peor ha pasado. Sin embargo, tras ingerir una dosis tóxica, tras estos síntomas se produciría un fallo hepático.
El daño se da generalmente en los hepatocitos a medida que van metabolizando el paracetamol. Sin embargo, también puede darse insuficiencia renal aguda. Esto también es causado generalmente por un fallo hepatorenal o por un fallo orgánico múltiple. La manifestación clínica principal de la intoxicación también podría ser la insuficiencia renal aguda. En estos casos, es posible que el metabolito tóxico sea producido en más cantidad en los riñones que en el hígado.
El pronóstico de la sobredosis por paracetamol varía dependiendo de la dosis y el tratamiento empleado. En algunos casos, la necrosis hepática masiva da como resultado un fallo hepático fulminante, con complicaciones como hemorragias, hipoglucemia, insuficiencia renal, encefalopatía hepática, edema cerebral, sepsis, fallo orgánico múltiple y muerte en pocos días. En muchos casos, la necrosis hepática puede continuar, volver la función hepática normal y el paciente puede sobrevivir con una función hepática normal en un plazo de pocas semanas.

## Sobredosificación

### Medidas de rescate
Lavado gástrico
El tratamiento para sobredosis de paracetamol, sin complicaciones, es similar al utilizado en otros medicamentos, un lavado gastrointestinal. 
Adicionalmente, administrar N-acetilcisteína, ya sea por vía intravenosa u oral, ayuda mucho en estos casos. Hay suficiente margen para que el médico juzgue en este caso si es necesario un lavado gastrointestinal completo o basta con administrar carbón activado. 
La absorción total del paracetamol por parte del tracto gastrointestinal se completa en aproximadamente dos horas. En estos casos, el jarabe de ipecacuana (un emético) no es efectivo, debido a que induce vómitos y esto lo único que hace es retrasar la efectividad del carbón activado y la N-acetilcisteína, al tener que administrarlos después de que finalicen los vómitos. 
El lavado gástrico es efectivo durante las dos primeras horas posteriores a la ingestión.
Posterior a eso, no tiene utilidad clínica.
Carbón activado
Normalmente, la administración de carbón activado es más efectiva que el lavado gástrico. Este absorbe bien el paracetamol, y por lo tanto se reduce la cantidad que se absorbe en el tracto gastrointestinal. Además, también plantea menos riesgo de aspiración que el lavado gástrico. 
Hace tiempo había cierta renuencia a administrar carbón activado, debido al temor a que también absorbiese la N-acetilcisteína. Estudios recientes han demostrado que la cantidad absorbida por esta vía no supera el 39 % cuando ambos se administran conjuntamente. Otros estudios han mostrado que el carbón activado parece ser beneficioso para el paciente. Hay un consenso general en administrar carbón activado durante las primeras 4 horas tras la sobredosis; tras este tiempo, depende del criterio del médico, pero de todas formas se considera un tratamiento benigno. Si hay dudas sobre la ingestión de paracetamol junto a otros medicamentos, entonces debe administrarse carbón activado. Hay discrepancias en cuanto a cambiar la dosis de N-acetilcisteína administrada, o incluso si esta debe modificarse.
La dosis de carbón activado es de 2 g/kg de peso del paciente hasta un tope de 100 gramos totales. En niños, la dosis es de 1 g/kg. Se administra por vía oral y puede ser junto a agua o jugo para enmascarar en parte el mal sabor de este.

### Acetilcisteína
La N-acetilcisteína (NAC) actúa proporcionando grupos sulfhidrilo para que reaccionen con el metabolito tóxico y de esta forma no ataquen a los hepatocitos. Si la NAC se administra en las primeras ocho horas, se reduce notablemente la toxicidad. Si se administra pasadas ocho horas, su eficacia se reduce debido a que ya habrá empezado la cascada de reacciones tóxicas en el hígado, y el riesgo de necrosis hepática aumenta considerablemente. La NAC oral es un medicamento seguro, es fiable en casos de sobredosis por paracetamol durante el embarazo y no se dan reacciones adversas con pronóstico fatal. El fabricante recomienda no administrar el NAC si existe una encefalopatía, debido a que existen razones teóricas que arguyen que dicha encefalopatía podría empeorar. A principios de 2004, la Administración de Alimentos y Medicamentos (FDA, por sus siglas en inglés) estadounidense autorizó el uso, para pacientes con sobredosis de más de 10 horas, de un preparado de NAC para infusión intravenosa (dosis total de 300 mg/kg) durante un período de 20 horas, que carece de efectos pirogénicos. Este preparado se ha utilizado con éxito durante años en otros países, como Australia, Canadá y Gran Bretaña.
Administración
Dicho tratamiento consiste en una administración inicial de 150 mg/kg durante 15 minutos, seguido de 50 mg/kg durante las cuatro horas siguientes y finalmente 100 mg/kg durante las 16 horas restantes. La formulación oral también puede disolverse, filtrarse y esterilizarse por un farmacéutico del hospital para administración intravenosa. Esta es una buena opción en casos donde la vía enteral no es viable o está contraindicada. La administración intravenosa de NAC está relacionada con casos de reacciones alérgicas como choques anafilácticos y broncoespasmos.
En la práctica, si han transcurrido más de ocho horas tras la ingestión, el carbón activado no es efectivo y debe administrarse la NAC inmediatamente. Si han transcurrido menos de 8 horas, se debe administrar carbón activado, empezar a administrar NAC y esperar a ver los niveles de paracetamol. En pacientes con una sobredosis de menos de 8 horas, el riesgo de hepatotoxicidad es reducido. Si se administran más de dos dosis de carbón activado debido a que el paciente ha ingerido dos o más medicamentos, las subsiguientes administraciones de carbón activado y NAC deben demorarse dos horas. La NAC es eficaz si se administra con prontitud, pero puede ser efectivo aun cuando hayan transcurrido 48 horas de la sobredosis.
En general, la NAC oral se administra enteralmente con una primera dosis de 140 mg/kg seguidas de 17 dosis más, cada cuatro horas, de 40 mg/kg o hasta que se obtengan concentraciones plasmáticas de paracetamol no tóxicas. La NAC puede ser difícil de administrar debido a su sabor y es frecuente que provoque vómitos y náuseas. Para maximizar su tolerancia, puede diluirse del 20 % al 5 % a partir de las dosis comerciales. Los estudios iniciales de laboratorio deben incluir bilirrubina, AST, ALT y el tiempo de protrombina. Los análisis deben repetirse, al menos, diariamente. Una vez que se ha determinado que se ha ingerido una dosis potencialmente tóxica, deben administrarse las 17 dosis de NAC, aunque el paracetamol devenga indetectable en sangre. Si se desarrolla un fallo hepático, deben continuarse las 17 dosis hasta que se restablezca la función hepática normal o se efectúe un trasplante de hígado.

### Pronóstico
El riesgo de mortalidad por sobredosis empieza a aumentar a partir de los dos días, alcanza un máximo a los cuatro y posteriormente disminuye gradualmente. Los pacientes con una mala evolución deben ser trasladados inmediatamente a un centro capaz de efectuar trasplantes de hígado. La acidosis es el factor más ominoso que delata el riesgo de mortalidad y la necesidad de un trasplante.
En pacientes no trasplantados, se ha establecido un factor de mortalidad del 95 % cuando el pH sanguíneo se sitúa por debajo de 7,3. Otros indicadores de un mal pronóstico médico incluyen insuficiencia renal, grado 3 o mayor de encefalopatía hepática, un tiempo de protrombina marcadamente elevado o un aumento en el mismo del día 3 al 4. Un estudio ha mostrado que un análisis del factor V menor que el 10 % del normal indica un mal pronóstico (91 % de mortalidad), mientras que una relación menor a 30 entre el factor VIII y el V son indicadores de un buen pronóstico (100 % de supervivencia).

## Historia

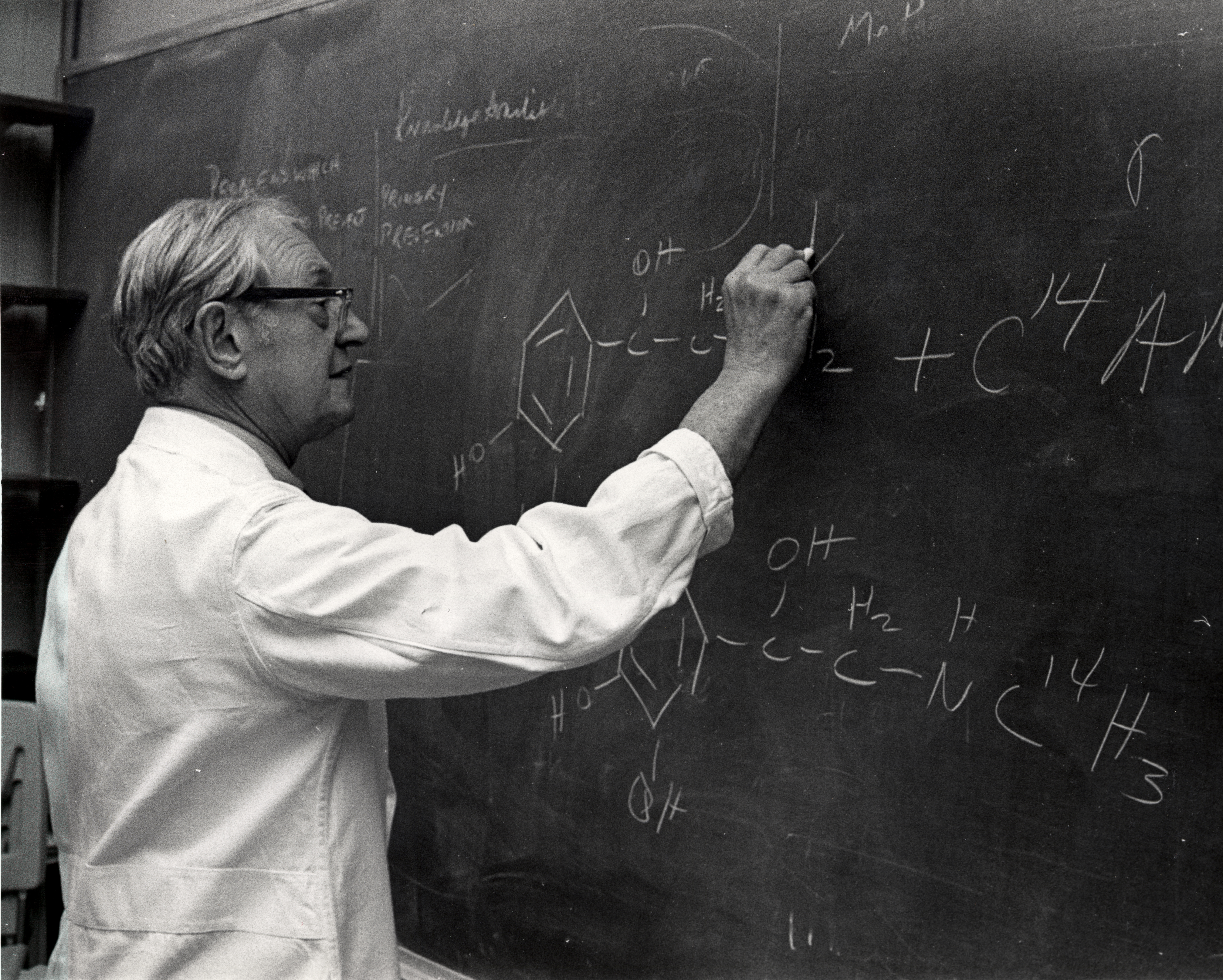
Julius Axelrod, galardonado con el Premio Nobel en 1970

En la antigüedad y durante el Medievo, los únicos agentes antipiréticos conocidos eran compuestos presentes en la corteza del sauce (una familia de compuestos conocidos como salicilinas, los cuales finalmente dieron lugar al ácido acetilsalicílico), y otros contenidos en la corteza de la quina. La corteza de la quina era utilizada para la obtención de quinina, compuesto con actividad antimalaria. La quinina en sí misma también tiene actividad antipirética. Los esfuerzos para aislar y purificar la salicilina y el ácido salicílico tuvieron lugar durante mediados y finales del siglo XIX.
Cuando la quina empezó a escasear en los años 1880, la gente empezó a buscar alternativas. Dos agentes antipiréticos alternativos fueron desarrollados en los años 1880: la acetanilida en 1886 y la fenacetina en 1887. En ese momento, el paracetamol ya había sido sintetizado por HarmonNorthrop Morse
mediante la reducción del p-nitrofenol en ácido acético glacial. Este hecho se produjo en 1873, pero el paracetamol no se usó con fines médicos durante dos décadas. En 1893, el paracetamol fue encontrado en la orina de personas que habían ingerido fenacetina y fue aislado como un compuesto blanco y cristalino de sabor amargo. En 1899, el paracetamol fue identificado como un metabolito de la acetanilida. Dicho descubrimiento fue ampliamente ignorado en aquel momento.
En 1946, el Instituto para el Estudio de Drogas Analgésicas y Sedantes otorgó una subvención al Ministerio de Sanidad de Nueva York[cita requerida] para estudiar los problemas asociados con el uso de analgésicos. Bernard Brodie y Julius Axelrod fueron asignados para investigar por qué compuestos no relacionados con la aspirina daban lugar a metahemoglobinemia, un síndrome no letal consistente en la deformación de la molécula de la hemoglobina y por tanto causante de su incapacidad para transportar oxígeno de forma efectiva. En 1948 ambos investigadores relacionaron el uso de la acetanilida con la metahemoglobinemia y dedujeron que su efecto analgésico era debido a su metabolito paracetamol. Propusieron el uso de paracetamol (acetaminofén) ya que este no tenía los efectos tóxicos de la acetanilida.
El paracetamol fue puesto a la venta en los Estados Unidos en 1955 bajo el nombre comercial Tylenol.[cita requerida] En 1956, pastillas de 500 mg de paracetamol se pusieron a la venta en el Reino Unido bajo el nombre de Panadol, producido por Frederick Stearns & Co, una filial de Sterling Drug Inc. Al principio Panadol estuvo disponible únicamente con receta médica, para el alivio del dolor y la fiebre, y fue anunciado como «inocuo para el estómago», debido a que otros analgésicos de la época contenían aspirina (ácido acetilsalicílico), un irritante conocido del estómago, pero ya en abril del 2009 la Administración de Alimentos y Medicamentos de Estados Unidos obliga a fabricantes a informar que el paracetamol, cuando se administra en dosis muy altas o junto con bebidas alcohólicas, puede ser altamente tóxico y potencialmente mortal, en virtud de los daños que puede causar al hígado.
En junio de 1958 se comercializó una formulación para niños, Panadol Elixir. En 1963 el paracetamol se añadió al vademécum británico, y desde entonces se ha popularizado como un analgésico con pocos efectos secundarios y con pocas interacciones con otros medicamentos.
La patente sobre el paracetamol ha expirado en los Estados Unidos, y varios genéricos están ampliamente disponibles bajo la Ley de Competitividad de Precios y la Ley de Restauración de Patentes de 1984, aunque ciertos preparados de Tylenol estuvieron protegidos hasta el 2007. En los Estados Unidos, la patente número 6.126.967 del 3 de septiembre de 1998 fue concedida para la «liberación extendida de preparados de acetaminofén».

## Disponibilidad comercial

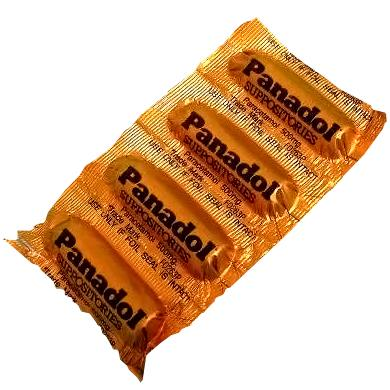
Supositorios de paracetamol

Normalmente se comercializa como suspensión líquida, en comprimidos o como supositorio.
El Panadol, que se vende en Europa, América Latina, Asia y Australia, es la marca más extendida, vendida en más de 80 países. En Norteamérica, el paracetamol se vende como genérico o bajo varias marcas: por ejemplo Tylenol (McNeil-PPC, Inc), Anacin 3 y Datril.
En algunas formulaciones el paracetamol se combina con el opioide codeína, a veces llamado co-codamol, como por ejemplo el Algidol (Almirall) en España, lo que lo convierte en más tóxico[cita requerida]. En los Estados Unidos y Canadá se vende como Tylenol 1/2/3/4. En el Reino Unido y en otros muchos países, esta combinación se vende como Tylex CD y Panadeine. Otras marcas disponibles son: Aeknil, Captin, Disprol, Dymadon, Fensum, Hedex, Mexalen, Nofedol, Tachipirina, Pediapirin y Perfalgan. En España puede adquirirse sin receta médica indistintamente como genérico o como medicamento «de marca», como el Efferalgan de (Upsa Laboratoires), Termalgin (Novartis), Gelocatil o Frenadol (compuesto con Dextrometorfano, ácido ascórbico y clorfenamina comercializado por Johnson & Johnson).
También se puede combinar con oxicodona, por ejemplo el Percocet en Estados Unidos.
Pfizer por su parte lo comercializa bajo la marca Atamel, Mead Johnson hace lo propio bajo la marca Tempra y Elmor como Tachipirin.

## Incidencia ambiental y degradación
Uno de los fármacos más ampliamente encontrado y en mayores concentraciones es el paracetamol, producto que puede encontrarse en efluentes hospitalarios, efluentes de plantas de tratamiento, ríos y lodos.
Los medicamentos son diseñados para que posean determinadas características. Por ejemplo, aproximadamente el 30 % de los medicamentos son lipofílicos, que significa que se disuelven en grasa, pero no en agua. Esta característica le permite a estos compuestos pasar a través de las membranas de la célula y actuar dentro de las mismas. Por otro lado, los medicamentos se diseñan para que sean persistentes, por lo que mantienen su estructura química un tiempo suficientemente grande como para ejercer su acción terapéutica, así que una vez que entran al medio ambiente persisten en el mismo.
El paracetamol en solución acuosa es susceptible de sufrir una hidrólisis para formar el p-aminofenol, el mismo es susceptible de degradarse en quinoneimina. La velocidad de degradación del paracetamol crece con el aumento de la temperatura y de la luz. Esta velocidad es mínima a un pH cercano a 6.
Para estabilizar el paracetamol en solución, se suele añadir un tampón y un agente antioxidante o captador de radicales.
En la eliminación del acetaminofeno se ha observado que reacciona con cloro para formar un gran número de subproductos, dos de los cuales han sido identificados como tóxicos.